# Wolfgang Ratke
Wolfgang Ratke oder Wolfgangus Ratichius (* 18. Oktober 1571 in Wilster/Holstein; † 27. April 1635 in Erfurt) war ein deutscher Didaktiker und Pädagoge des 17. Jahrhunderts.

## Leben
Wolfgang Ratke wurde am 18. Oktober 1571 in Wilster/Holstein geboren. Er war seiner Eltern einziger Sohn. Sein Vater, Andreas Ratke, scheint früh gestorben zu sein; seine Mutter, Margareta Rost, starb mit 66 Jahren am 29. Mai 1613.
Nach erster Schulbildung am Hamburgischen Johanneum studierte er in Rostock und Helmstedt Mathematik, Philosophie und Theologie. Er hielt sich danach in Holland auf und studierte mehrere neuere (Französisch, Englisch und Italienisch) und alte (Latein, Griechisch und Chaldäisch) Sprachen.
Ratke erfand im Anschluss an die Philosophie Bacons eine neue Lehrmethode besonders für den Sprachunterricht, die er 1612 den in Frankfurt versammelten deutschen Reichsständen vorlegte. Er ging dabei von der Vorstellung der Tabula rasa aus. Er forderte, dass der Elementarunterricht vor allem die Muttersprache und Naturkunde lehren sollte. Seine Vorschläge wurden zwar breit diskutiert, aber nur zögernd aufgegriffen.
1618 wurde er von Ludwig von Anhalt nach Köthen berufen, etwa zeitgleich mit Everwin von Droste zu Möllenbeck. Ratke richtete in Köthen Schulen für Knaben und Mädchen ein. Der Unterricht wurde nach seinen didaktischen Prinzipien in Klassen abgehalten. Dabei wurde auf Anschaulichkeit und muttersprachliche Bildung großer Wert gelegt, Lernen von Zusammenhängen dem Memorieren vorgezogen.  Unter den von Ratke nach Köthen verpflichteten Lehrkräften befand sich auch der Pädagoge Christian Gueintz aus Halle.
Die von Ratke eigens für die Herstellung von Lehrbüchern der ratichianischen Didaktik eingerichtete Fürstliche Druckerei war der erste deutsche Schulbuchverlag. Fremdsprachige Bücher erschienen jeweils in Parallelausgaben in deutscher und der Originalsprache, denn die ratichianische Lehrmethode verlangte, dass der Schüler sich zuerst mit dem Text in deutscher Übersetzung vertraut machen sollte, ehe er mit der Fremdsprache konfrontiert wurde.
Durch seine Aktivitäten war er einer der Begründer der modernen Pädagogik. Der Begriff „Didaktik“ wurde erst von ihm eingeführt. Ende 1619 wurde ihm Ketzerei, Betrügerei und Zugehörigkeit zu den Rosenkreuzern vorgeworfen, und er wurde deshalb für neun Monate im Turm von Schloss Warmsdorf gefangen gehalten.  Nach vergeblichen Versuchen, in Halle (Saale) und Magdeburg Fuß zu fassen, reformierte er 1624 die Mädchenschule in Rudolstadt.
Nach dem Eingreifen der Schweden in das Kriegsgeschehen versuchte er, Gustav II. Adolf und den schwedischen Kanzler Axel Oxenstierna für sein Schulprogramm zu gewinnen.
Ratkes Lehren beeinflussten u. a. Johann Amos Comenius und wirkten bis in die Pädagogik der Aufklärung (Johann Bernhard Basedow und Johann Heinrich Pestalozzi) hinein.